# Klaus Gunther Perls
Klaus Gunther Perls (geboren als Klaus Günther Perls am 15. Januar 1912 in Berlin; gestorben am 2. Juni 2008 in Mount Kisco) war ein deutschamerikanischer Kunsthändler. 

## Leben
Klaus Günther Perls war ein Sohn des seinerzeitigen Diplomaten und späteren Kunsthändlers Hugo Perls und Käthe Kolker. Sein älterer Bruder Frank Richard Perls wurde ebenfalls Kunsthändler, der Bruder Thomas Alfred Perls (1923–1982) wurde Ingenieur bei Lockheed. 

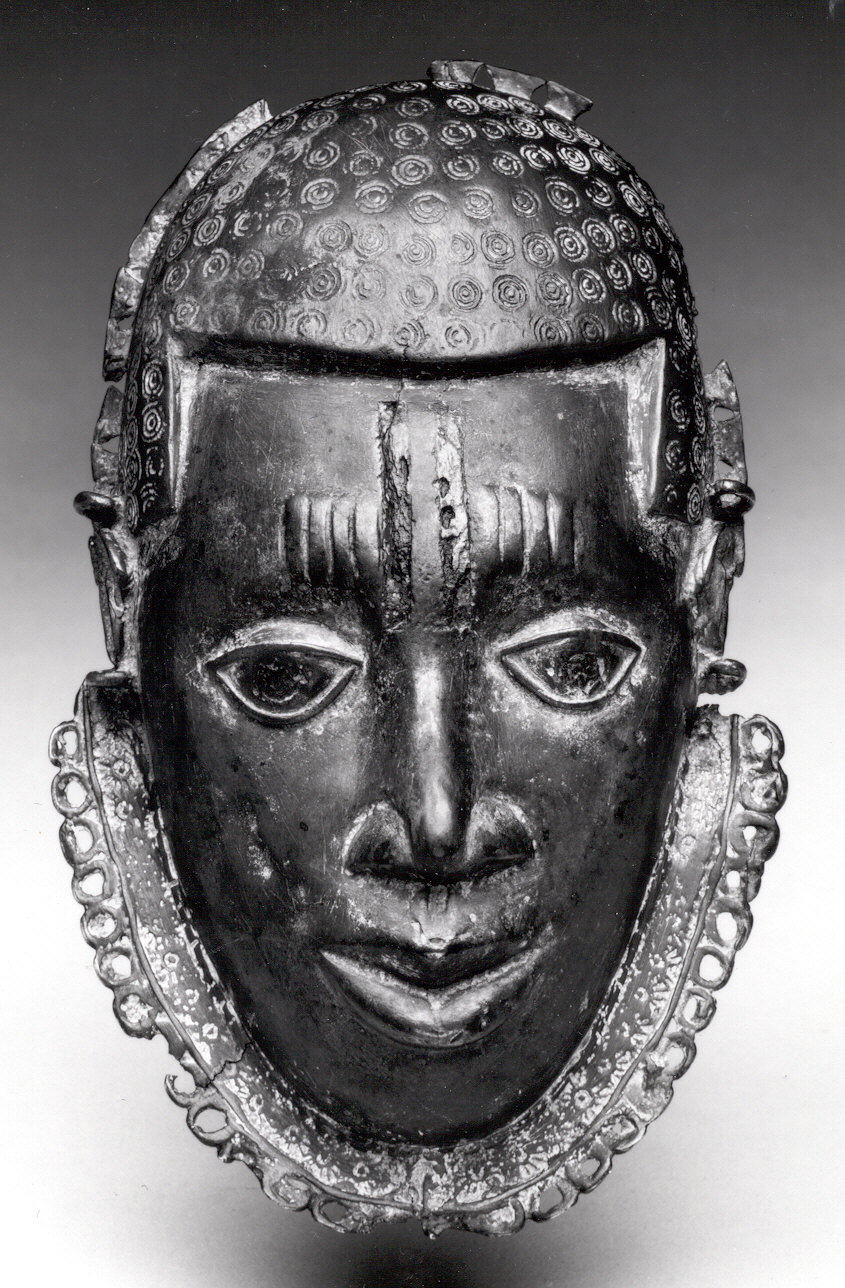
Maske aus Perls’ Benin-Schenkung

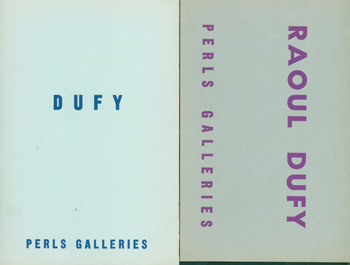
Zwei Ausstellungskataloge, 1950 und 1955

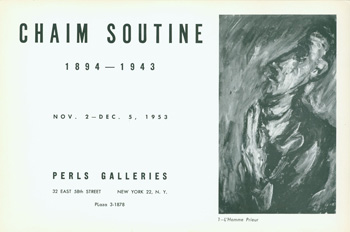
Ausstellungskatalog 1953

Perls begann ein Studium der Kunstgeschichte in München und wurde nach der Machtübergabe an die Nationalsozialisten 1933 vertrieben. Er konnte das Studium in Basel fortsetzen und wurde dort mit einer Dissertation über Jean Fouquet promoviert. Er arbeitete in der Pariser Kunsthandlung seiner Mutter und emigrierte 1935 in die USA. In Manhattan gründete er zusammen mit seinem Bruder Frank Perls die Perls Galleries, Frank ging dann nach Kalifornien. Perls erhielt 1940 die US-amerikanische Staatsbürgerschaft und heiratete die US-amerikanische Pädagogin Amelia Blumenthal, die Teilhaberin der Kunsthandlung wurde. Sie hatten zwei Kinder, der Musikproduzent Nick Perls starb 1987. 
Die Kunsthandlung handelte vornehmlich mit Malern der klassischen Moderne aus Paris. Ab 1954 vertraten sie auch Alexander Calder. 1997 gingen sie in den Ruhestand. Perls lebte zuletzt in Armonk. 
Die Perls stifteten 1991 dem Metropolitan Museum of Art eine Sammlung afrikanischer Kunst aus dem ehemaligen Königreich Benin, die sie seit den 1970er Jahren aufgebaut hatten, und 1996 Werke von Picasso und Amedeo Modigliani. Der Gesamtwert wurde seinerzeit auf über 60 Millionen Dollar geschätzt.

## Schriften (Auswahl)
- Jean Fouquet. Paris, 1940
- Vlaminck. 1941
- Maurice Tuchman, Esti Dunow, Klaus Perls: Chaim Soutine. Catalogue Raisonné. Köln: Taschen, 1993
- Zeitschriftenbeiträge